# Charlotte von Siebold
Marian Theodore Charlotte Heidenreich von Siebold, född 12 september 1788 i Heiligenstadt, död 8 juli 1859, var en tysk läkare. 
Hon räknas som Tysklands första gynekolog. Hon var dotter till Regina von Siebold från hennes första äktenskap och fick sin styvfar Damian von Siebolds namn. Hon var tidigt assistent till sina föräldrar. Hon tog examen i obstetrik vid Göttingens universitet 1815.